# Continental R-670

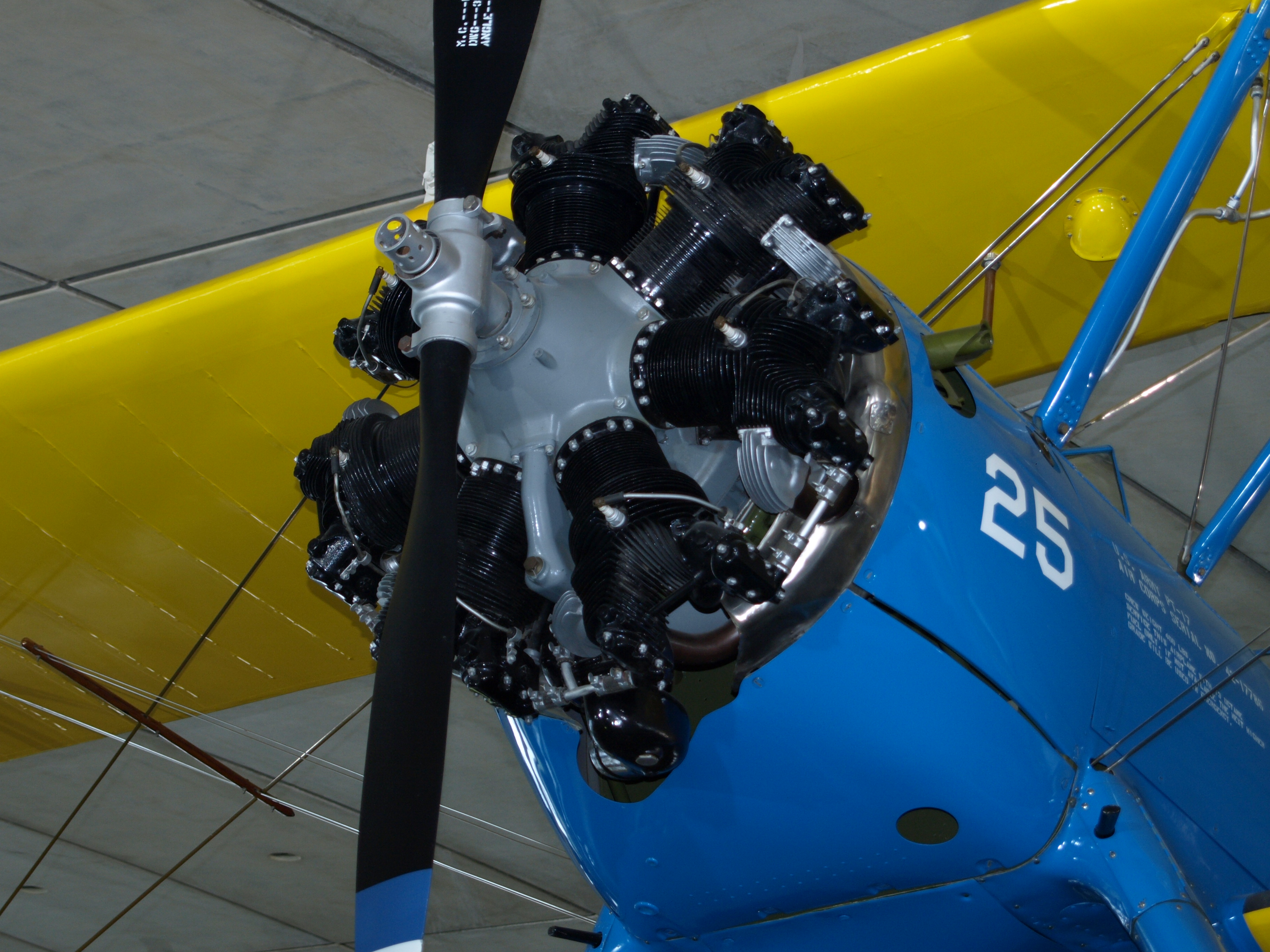
R-670, установленный на самолёте Boeing Stearman (Имперский военный музей в Даксфорде).

Continental R-670 (заводское обозначение W670 ) — серия американских 7-цилиндровых четырёхтактных радиальных авиационных двигателей производства Continental Motors. Мощность варьировалась от 210 до 240 л. с. при 2200 об / мин. Двигатель был преемником первого радиального двигателя Continental , 170-сильного Continental A-70. Этот двигатель использовался на многих самолётах в 1930-х и 1940-х годах. R-670 широко использовался в самолётах первичной подготовки пилотов PT-17 Stearman вооружённых сил США. Помимо использования в самолётах, R-670 использовался в ряде легких бронированных машин времён Второй мировой войны.

## Модификации
Источник: Jane's All the World's Aircraft 1938
W670-K
карбюраторный, октановое число 65, передний выхлоп, мощность 225 л.с. (168 кВт)
W670-L
карбюраторный, октановое число 73, задний выхлоп, мощность 225 л.с. (168 кВт)
W670-M
карбюраторный, октановое число 80, передний выхлоп, мощность 240 л.с. (179 кВт)
W670-N
карбюраторный, октановое число 80, задний выхлоп, мощность 240 л.с. (179 кВт)
W670-K1
Инжекторная система подачи топлива, октановое число 73, передний выхлоп, мощность 230 л.с. (172 кВт)
W670-L1
Инжекторная система подачи топлива, октановое число 73,  задний выхлоп, мощность 230 л.с. (172 кВт)
W670-M1
Инжекторная система подачи топлива, октановое число 80, передний выхлоп, мощность 250 л.с. (186 кВт)
W670-N1
Инжекторная система подачи топлива, октановое число 80, задний выхлоп, мощность 250 л.с. (186 кВт)

## Применение

### Самолёты
США
- American Airmotive NA-75
- Boeing-Stearman Model 75 (PT-17, N2S)
- CallAir Model A
- Cessna 190
- Eagle Aircraft Eagle 220
- Fairchild PT-23
- Funk F-23
- G class blimp
- Grumman G-164 Ag Cat
- Kellett K-2A, K-4 (автожир)
- Timm N2T Tutor
- Waco 240-A
- Waco Standard Cabin series (UEC, UIC, UKC, UKC-S, UKS, VKS)
- Waco Custom Cabin series (UOC, VQC)
- Waco A series (UBA, ULA)
- Waco F series (UBF, UMF, UPF)

 Франция
- Morane-Saulnier MS.317

### Бронетехника
США
- T2 Combat Car
- T4 Combat Car
- M1 Combat Car
- M2 (лёгкий танк)
- M3 Stuart
- Landing Vehicle Tracked (LVT-2, -4; LVT(A)-1, -2, -4, -5)